# Bierlieferungsvertrag
Der Bierlieferungsvertrag (auch Getränkebezugsvertrag) ist ein gemischter Vertrag über die Lieferung von Bier und anderen Getränken zwischen einer Brauerei und einem Gastwirt im Rahmen eines Dauerschuldverhältnisses.

## Allgemeines
Die Brauereien verfügen über mehrere Absatzwege, etwa Großhandel, Einzelhandel, Trinkhallen, Gastronomie oder Getränkeshops. Um sich den Bier- und Getränkeabsatz zu sichern, haben sie den Bierlieferungsvertrag entwickelt, den die Vertragsfreiheit zulässt.

## Rechtsfragen
Vertragsparteien des Bierlieferungsvertrags sind Brauereien und Gastwirte. Er ist ein im BGB nicht erwähnter Vertragstyp und enthält Elemente des Kaufvertrags (§ 433 BGB; Bier, andere Getränke), Leihvertrags (§ 598 ff. BGB; Inventar wie Trinkgläser, Bierdeckel), Pachtvertrags (§ 581 ff. BGB; Gaststätte), Darlehensvertrags (§ 488 BGB; Finanzierung) und Sukzessivlieferungsvertrags (Art, Lieferzeit und Mindestmenge der Getränke). Die Fachliteratur geht auch davon aus, dass durch den Bierlieferungsvertrag ein Darlehen der Brauerei mit der laufenden Abnahme von Getränken getilgt werden soll. Mit Darlehensverträgen gekoppelte Bierlieferungsverträge sind dem OLG Nürnberg zufolge von den Vertragsparteien als Einheit gewollt, wobei die Entstehung des einen Vertrags von der Entstehung des anderen abhängig gemacht wird. Es gelten auch § 241 und § 377 HGB.
In Bayern ist er sogar landesrechtlich kodifiziert und seit Januar 1900 im „Gesetz zur Ausführung des Bürgerlichen Gesetzbuchs (AGBGB)“ erwähnt. Wird danach zwischen einem Brauer und einem Wirt ein Vertrag über die Lieferung von Bier ohne Bestimmung der Menge des zu liefernden Biers geschlossen, so gilt als Gegenstand des Vertrags der gesamte Bedarf an Bier, der sich im Gewerbebetrieb des Wirts während der Dauer des Vertragsverhältnisses ergibt. Der Wirt ist verpflichtet, den Bedarf ausschließlich vom Brauer zu beziehen, der Brauer hat dem Wirt die jeweils verlangten Mengen zu liefern (Art. 5 AGBGB). Die besondere Bedeutung des Bierlieferungsvertrags in Bayern ergibt sich unter anderem aus der Tatsache, dass dort noch viele Brauereien das Bier selbst liefern (Direktvertrieb), anstatt sich des Getränkegroßhandels zu bedienen.
Ein Bierlieferungsvertrag kann gegen die guten Sitten verstoßen und damit nichtig sein (§ 138 Abs. 1 BGB), wenn er die wirtschaftliche Bewegungsfreiheit des Gastwirtes in unvertretbarer Weise einengt und diesen dadurch in eine mit den Anschauungen des redlichen geschäftlichen Verkehrs nicht mehr zu vertretende Abhängigkeit vom Bierlieferanten bringt. Dabei spielt seine Laufzeit eine große Rolle; Laufzeiten von 10 Jahren gelten zwar zivilrechtlich als unproblematisch, doch sind wettbewerbsrechtlich gemäß § 2 Abs. 2 GWB in Verbindung mit Art. 101 Abs. 1 AEUV Bezugsbindungen von mehr als 5 Jahren unwirksam.
Ausschließlichkeitsbindungen und die Sicherung dieser Bindung durch eine Vertragsstrafe sind – gemessen an den §§ 305 ff. BGB – zivilrechtlich als wirksam einzustufen. Allerdings können Ausschließlichkeitsbindungen bei marktbeherrschender Stellung des Bierlieferanten wettbewerbsrechtlich wegen § 19, § 20 GWB verboten sein. Ein Bierlieferungsvertrag, der – insbesondere im Hinblick auf seine Laufzeit und den Umfang der vereinbarten Ausschließlichkeitsbindung – nicht in erheblichem Maß zur Marktabschottung beiträgt, wird von Art. 105 AEUV nicht erfasst; darauf, wie viele Gaststätten das Brauereiunternehmen durch weitere Bierlieferungsverträge an sich gebunden hat, kommt es nicht an.

## Wirtschaftliche Aspekte
Bierlieferungsverträge sind wettbewerbsrechtlich bedenklich. Unternehmerisch vermindern sie aus Sicht des Bierlieferanten dessen Absatzrisiko, führen zu hoher Kundenbindung und stellen für Lieferkonkurrenten eine unüberwindliche Marktzutrittsschranke dar. Der belieferte Gastwirt sieht sich im Einkauf einem Monopol gegenüber, das jedoch für Beschaffungssicherheit durch faktische Liefergarantie in einem wesentlichen Teil der Gastronomieprodukte sorgt.

## Bilanzielle Behandlung des Bierlieferungsrechtes
Die Brauerei erhält im Bierlieferungsvertrag ein exklusives Recht (Bierlieferungsrecht), das die Gaststätte verpflichtet, über einen vertraglich festgelegten Zeitraum lediglich Bier dieser Brauerei zu verkaufen (Bierbezugsverpflichtung). Im Gegenzug leistet die Brauerei einen einmaligen Zuschuss (oftmals auch in Form der Ausstattung der Gaststätte mit Inventar). Dieser einmalige Zuschuss stellt aus Sicht der Brauerei einen immateriellen Vermögensgegenstand dar. Dieser ist in der Bilanz zu aktivieren und über die Laufzeit des Vertrages abzuschreiben. Entsprechend sind die Zuschüsse auf Empfängerseite passiv abzugrenzen.